# Lova Jah
Lova Jah, de son vrai nom Jerrold Polony, né le 26 juillet 1983 à Cayenne en Guyane, est un auteur-compositeur-interprète et chanteur français.

## Biographie
Jerrold Polony, dont le nom d’artiste est Lova Jah, né le 26 juillet 1983 à Cayenne.
Même s’il ne va pas à l’église tous les dimanches, il se considère comme une personne spirituelle et choisit le vecteur de l’amour pour rendre le monde un peu plus beau. C’est pour ces raisons qu’il choisit ce nom d’artiste d'origine anglaise jamaïcain qui signifie amoureux de Dieu.
La musique est un élément important dans sa vie depuis très jeune. Il écoute un répertoire très éclectique.
Quand il arrive en France, il est surveillant de prison et habite dans 12 m2. Il se met à écrire pour soulager un mal-être et finit par démissionner pour rentrer au pays.
Des amis bienveillants le poussent à poser ses textes sur des compositions originales.
Étant originaire de Roura, les musiques traditionnelles et le créole bercent son enfance.
Sa scolarité à l’école Samuel Chambaud renforcera cet amour de la tradition notamment grâce à une activité périscolaire : la confection de tambour avec Jean-Paul Agarande.
Son premier album Oroyo sort en novembre 2013, grâce à une collaboration avec « Sensitive records » ; il est empreint de sons traditionnels et comporte des parties de percussions conçues avec les frères Cippe et le groupe Inspiration Tambou.
Auteur de l’ensemble des morceaux de cet album, il a créé la mélodie de cinq d’entre eux sur six et confie la composition finale à des compositeurs confirmés.
Le sixième morceau a été composé par un de ses choristes : Joël Zorobabel.
Il garde un merveilleux souvenir de sa prestation au « Cayenne Reggae Festival » où il a partagé la même scène que des grands noms du reggae : Steel Pulse et Bunny Wailer.
Par ailleurs, avec seulement un album à son actif, il reçoit quatre Lindor en 2014 :
- Artiste masculin de l’année
- Révélation de l’année
- Chanson de l’année pour Lagwiyann bèl
- Album traditionnel ou d’inspiration traditionnelle de l’année

Entre avril et mai 2016, il sort son prochain album totalement acoustique, plus épuré par rapport à son précédent album.
Il reprend les mêmes clés qui l’ont mené au succès la première fois : des percussions, des mélodies à la guitare et des sonorités créoles guyanaises, amérindiennes, européennes et bushinengués.
Dans ce nouvel album, il prône le retour du créole d’antan, moins francisé.
En parallèle, il met sur pied sa propre maison de production pour pouvoir travailler en autonomie et construire des projets qui lui ressemblent.

## Discographie

### Albums
- 2013 : Lagwiyann bel ti koté
- 2013 : Oroyo
- 2016 : An mo latchô-oko

### Singles
- 2013 : Lagwiyann bel ti koté
- 2013 : Esperanza (feat. Joazinho)
- 2013 : Nou pédi love
- 2013 : Oroyo
- 2013 : Tou sa to di (feat. Laaty)
- 2013 : Fanm mo koté
- 2013 : Lagwiyann bel (Remix)
- 2013 : Nou pédi love (Acoustique)
- 2016 : Lévé (feat. Saïna Manotte)
- 2016 : Je prie ce que j'écris"
- 2016 : Mo kontan li
- 2016 : L'éveil du peuple
- 2016 : Yafoy
- 2016 : Konfiziyon lavi

## Récompenses
Lindor de la musique guyanaise
- - 2014 : Artiste masculin de l’année
  - 2014 : Révélation de l’année
  - 2014 : Chanson de l’année pour Lagwiyann bèl
  - 2014 : Album traditionnel ou d’inspiration traditionnelle de l’année